# Синьо увлечение
„Синьо увлечение“ (на английски: Blue Crush) е спортен филм от 2002 г. на режисьора Джон Стокуел, базиран на статията от списание Article – „Life's Swell“, написана от Сюзън Орлийн. Във филма участват Кейт Босуърт, Мишел Родригес, Сано Лейк и Мика Бурем.